# Сакарци
Сакарци (болг. Сакарци) — село в Болгарии. Находится в Хасковской области, входит в общину Тополовград. Население составляет 13 человек.

## Политическая ситуация
В местном кметстве Хлябово, в состав которого входит Сакарци, должность кмета (старосты) исполняет Штерё Стоянов Штерев (Зелёные) по результатам выборов правления кметства.
Кмет (мэр) общины Тополовград — Евтимия Петрова Карачолова (Зелёные) по результатам выборов в правление общины.